# La Sône
La Sône – miejscowość i gmina we Francji, w regionie Owernia-Rodan-Alpy, w departamencie Isère.
Według danych na rok 1990 gminę zamieszkiwały 574 osoby, a gęstość zaludnienia wynosiła 195 osób/km² (wśród 2880 gmin regionu Rodan-Alpy La Sône plasuje się na 1081. miejscu pod względem liczby ludności, natomiast pod względem powierzchni na miejscu 1652.).
Przez gminę przepływa rzeka Isère. 